# Aralikoppa, Narasimharajapura
Aralikoppa là một làng thuộc tehsil Narasimharajapura, huyện Chikmagalur, bang Karnataka, Ấn Độ.